# Władysław Mazurkiewicz (dyplomata)
Władysław Mazurkiewicz (ur. 31 stycznia 1887 w Warszawie, zm. w styczniu 1963 w Montevideo) – polski prawnik i dyplomata II Rzeczypospolitej, długoletni (1922–1936) przedstawiciel dyplomatyczny RP w Argentynie.

## Życiorys
Urodził się w rodzinie Jana (1853–1922) i Michaliny z Piotrowskich (ur. 1864). Miał brata Stefana, który był matematykiem, przedstawicielem warszawskiej szkoły matematycznej oraz siostrę (ur. 1894). W szkole średniej, podczas rewolucji 1905 roku brał udział w strajku szkolnym. Studiował następnie prawo na Uniwersytecie Jagiellońskim i Uniwersytecie Moskiewskim. W latach 1910–1913 pracował w sądownictwie.
Po wybuchu I wojny światowej wstąpił do Stronnictwa Narodowo-Demokratycznego, był jego aktywnym działaczem. W 1917 rozpoczął pracę w Tymczasowej Radzie Stanu, 23 stycznia 1918 został naczelnikiem Wydziału Ogólnopolitycznego i Opieki Konsularnej Departamentu Stanu przy Radzie Regencyjnej.
Do służby dyplomatycznej II Rzeczypospolitej przyjęty 17 listopada 1918. Był kolejno kierownikiem Wydziału Administracyjnego, Wydziału Prezydialno-Personalnego i naczelnikiem Wydziału Personalnego Ministerstwa Spraw Zagranicznych.
25 lutego 1921 skierowany do poselstwa RP w Brazylii (Rio de Janeiro) jako radca legacyjny. Po utworzeniu poselstwa w Argentynie od 1 kwietnia 1922 kierował placówką jako chargé d’affaires RP, z akredytacją również na Chile, Paragwaj i Urugwaj. 28 maja 1925 uzyskał nominację na posła RP w Argentynie, z akredytacją na Chile, Paragwaj i Urugwaj (poseł nadzwyczajny i minister pełnomocny III klasy). Od 5 maja 1935 jego akredytację rozszerzono na Ekwador, od 3 września 1935 również na Boliwię. Misję pełnił do 30 czerwca 1936. Po odwołaniu pozostał zagranicą, gdzie też zmarł.

## Ordery i odznaczenia
- Krzyż Komandorski Orderu Odrodzenia Polski (10 listopada 1928)[4][5]
- Medal Dziesięciolecia Odzyskanej Niepodległości[6]
- Wielki Oficer Orderu Zasługi (1932, Chile)[5][7]
- Komandor Orderu Zasługi (Chile)[5]

## Prace
- Zasady indemnizacji strat wojennych w ich rozwoju historycznym, Wydział Rejestracji Strat Wojennych przy Radzie Głównej Opiekuńczej, Warszawa 1917.